# خلاء کاذب
در نظریه میدان کوانتومی، خلاء کاذب، خلائی فرضی است که پایدار است اما نه در پایدارترین حالت ممکن (شبه‌پایدار است). ممکن است برای زمان بسیار طولانی در آن وضعیت بماند اما در نهایت به یک وضعیت پایدار واپاشی می‌شود؛ رویدادی که واپاشی خلاء کاذب نام دارد. معمول‌ترین توضیح برای چگونگی رخ دادن این واپاشی در جهان ما هسته‌زایی حبابی است. اگر ناحیه کوچکی از جهان به طور اتفاقی به یک خلاء پایدارتر برسد، این «حباب» ( «جهش» نیز نامیده می‌شود)پخش می‌شود.
یک خلاء کاذب در یک کمینه محلی انرژی امکان وجود دارد و بنابراین پایدار نیست؛ در مقابل یک خلاء حقیقی در کمینه سراسری وجود دارد و پایدار است.